# Neterebka
Neterebka (ukr. Нетеребка) – wieś na Ukrainie, w obwodzie czerkaskim, w rejonie czerkaskim, w hromadzie Nabutiw. W 2001 liczyła 1254 mieszkańców.